# Dominique Loiseau
Dominique Loiseau (Boulogne-Billancourt, 16 de fevereiro de 1949 — 18 de setembro de 2013) foi um relojoeiro francês-suíço que trabalhou nos mais altos níveis de complexidade da relojoaria desde meados dos anos 70. 
Ele é o criador de relógios notáveis, incluindo o Montres de Sables, Blancpain 1735, Rose des Temps e o Renaissance ou Capriccio. Em 2011 ele apresentou o Loiseau 1f4, com oito patentes é considerado um dos relógios automáticos mais complicados. Loiseau anunciou em 2012 uma parceria com a manufatura de relógios Suíços Girard-Perregaux.

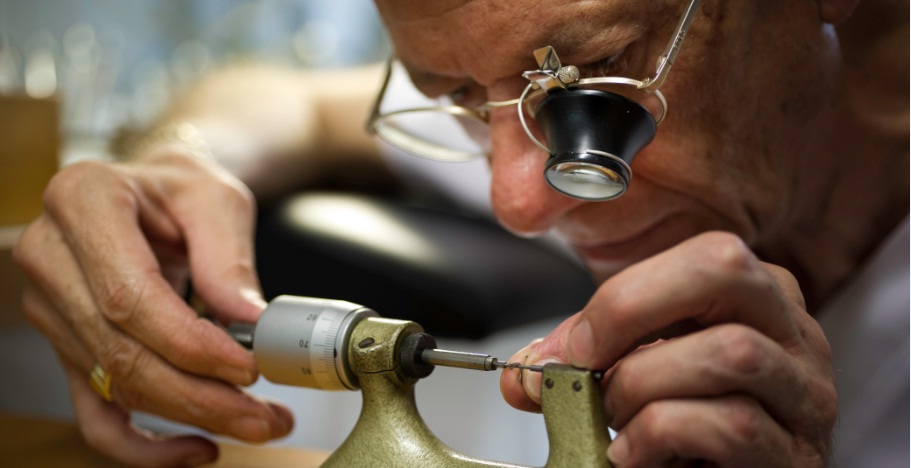
Dominique Loiseau

## Sua vida
Originalmente, Dominique ignorou o desejo do seu pai que ele continuasse a tradição relojoeira da família que vinha desde seu avô, começando sua vida como acadêmico nos estudos de literatura, arte e história, mais tarde alçando a graduação em em Filosofia pela Universidade de Paris X - Nanterre. Por pura coincidência, o período de seus estudos foi centrado dentro do episódio da revolução de estudantes na França marcada por protestos em Maio de 1968 que mais tarde se espalhou por toda todo o país, mudando a sociedade Francesa para sempre... e o próprio Dominique Loiseau. Suas experiências durante este período revolucionário na história européia contemporânea o fez pensar novamente sobre o futuro e o respeito de seu pai pelo lema "criar com a própria mão ". Isso o levou a decisão de estudar relojoaria no renomado l'Ecole d'Horlogerie d'Anet em Dreux na França, seguido por estudos na Technicum em  La Chaux-de-Fonds, na Suíça. Pouco depois de completar seus estudos, ele foi nomeado chefe de restauração no Museu Internacional d'Horlogerie, em La Chaux-de-Fonds, onde trabalhou por três anos, depois de embarcar em uma série de grandes restaurações de alto perfil com sua própria empresa, dentre os quais a restauração do La Musicienne de  Pierre Jaquet-Droz.
No fim das contas, seria a criação e design de relógios da Alta Relojoaria, relógios de bolso e de pulso que ele iria inventar e criar a partir de um papel em branco que iria disparar seu espírito na área da relojoaria. Trabalhando nos bastidores para diversas marcas de alto padrão relojoeiro, ele passou a criar uma obra-prima atrás da outra em rápida sucessão : o Renaissance, o relógio de bolso Grande Sonnerie; o relógio de bolso Turbilhão Cappriccio, o complexo Rose des Temps, o 6 Montres des Sables, uma série de relógios de bolso com diferentes complicações, o Alpha-Omega e o aclamado Blancpain 1735, que recebeu inúmeros prêmios e elogios.